# Чемпионат России по стрельбе из лука в помещении 2024
Чемпионат России по стрельбе из лука в помещении 2024 проходил с 14 по 18 января 2024 года в городе Орле. На чемпионате было разыграно 10 комплектов наград — 4 в дивизионе «Классический лук», 4 в дивизионе «Блочный лук» и 2 в дивизионе «Классический лук — бесприцельный».

## Медальный зачёт
| Общее количество медалей                                                                                            | Общее количество медалей        | Общее количество медалей | Общее количество медалей | Общее количество медалей | Общее количество медалей |
| --- | ------------------------------- | ------------------------ | ------------------------ | ------------------------ | ------------------------ |
| Место | Регион                          | Золото                   | Серебро                  | Бронза                   | Всего                    |
| 1 | Забайкальский край              | 2                        | 3                        | 1                        | 6                        |
| 2 | Москва                          | 2                        | 2                        | 2                        | 6                        |
| 3 | Ярославская область             | 2                        | 0                        | 0                        | 2                        |
| 4 | Бурятия                         | 1                        | 0                        | 3                        | 4                        |
| 5 | Курская область                 | 1                        | 0                        | 0                        | 1                        |
| 5 | Псковская область               | 1                        | 0                        | 0                        | 1                        |
| 5 | Ямало-Ненецкий автономный округ | 1                        | 0                        | 0                        | 1                        |
| 6 | Санкт-Петербург                 | 0                        | 2                        | 0                        | 2                        |
| 7 | Башкортостан                    | 0                        | 1                        | 0                        | 1                        |
| 7 | Марий Эл                        | 0                        | 1                        | 0                        | 1                        |
| 7 | Якутия                          | 0                        | 1                        | 0                        | 1                        |
| 8 | Московская область              | 0                        | 0                        | 1                        | 1                        |
| 8 | Новосибирская область           | 0                        | 0                        | 1                        | 1                        |
| Жирным шрифтом выделено наибольшее количество медалей в своей категории. Цветом перванш выделен принимающий регион. |                                 |                          |                          |                          |                          |

## Медалисты

### Классический лук
| Дисциплина                    | Золото                                                                           | Серебро                                                                     | Бронза                                                             |
| Мужчины. Личное первенство    | Намсараев Сандан · Забайкальский край                                            | Батуев Кирилл · Забайкальский край                                          | Цыдыпов Эрдэм · Бурятия                                            |
| Женщины. Личное первенство    | Гомбоева Светлана · Бурятия                                                      | Доржиева Бальжин · Забайкальский край                                       | Олесова Сааскылана · Москва                                        |
| Мужчины. Командное первенство | Москва · Константинов Ян · Махненко Артём · Черемискин Станислав                 | Забайкальский край · Базаржапов Галсан · Балданов Арсалан · Цынгуев Бэлигто | Бурятия · Балтаков Цырен · Цыдыпов Эрдэм · Цыренов Сергей          |
| Женщины. Командное первенство | Забайкальский край · Дугарова Туяна · Намдакова Виктория · Цырендоржиева Валерия | Москва · Олесова Сааскылана · Петрушина Мария · Шишкина Мария               | Бурятия · Бадмажапова Татьяна · Гомбоева Светлана · Очирова Эржэна |

### Блочный лук
| Дисциплина                    | Золото                                                                               | Серебро                                                         | Бронза                                                                      |
| Мужчины. Личное первенство    | Косенков Даниил · Ярославская область                                                | Имшухаметов Тимур · Башкортостан                                | Яльчик Даниил · Санкт-Петербург                                             |
| Женщины. Личное первенство    | Румянцева Екатерина · Ярославская область                                            | Махненко Елизавета · Москва                                     | Снеткова Ника · Псковская область                                           |
| Мужчины. Командное первенство | Ямало-Ненецкий автономный округ · Калашников Виктор · Рогов Марк · Старостин Дмитрий | Санкт-Петербург · Куянков Юрий · Пшеничный Иван · Яльчик Даниил | Забайкальский край · Дамбаев Александр · Дугаров Рыгзэн · Ринчинов Ешидоржо |
| Женщины. Командное первенство | Псковская область · Мурзина Милана · Савенкова Александра · Снеткова Ника            | Якутия · Винокурова Дайаана · Маркова Юлия · Приблых Людмила    | Москва · Димидюк Мария · Махненко Елизавета · Черкезова Арина               |

### Классический лук — бесприцельный
| Дисциплина                 | Золото                              | Серебро                          | Бронза                                   |
| Мужчины. Личное первенство | Скриплёв Владимир · Курская область | Егошин Кирилл · Марий Эл         | Будяк Виталий · Московская область       |
| Женщины. Личное первенство | Шинкаренко Юлия · Москва            | Смирнова Елена · Санкт-Петербург | Щетинина Татьяна · Новосибирская область |